# ライアン・ゴールドスティン
ライアン・ゴールドスティン（Ryan Goldstein、1971年- ）は米国人弁護士。
クイン・エマニュエル・アークハート・サリバン外国法事務弁護士事務所東京オフィス代表で、カリフォルニア州の弁護士資格を保持。

## 来歴
シカゴ生まれ。
ダートマス大学在学中に日本に関心を持って金沢にホームステイした。
1993年から2年間、早稲田大学大学院に留学。
1998年に修了したハーバード法科大学院では成績トップ５％に選ばれて、連邦判事補佐職「クラークシップ」に従事した。
1999年にクイン・エマニュエル・アークハート・サリバン法律事務所に入所し、2005年にパートナーに就任した。「日本の味方になりたい」という願いを叶えるために2007年に東京オフィスの開設を実現。2010年から本格的に日本在住。
専門は国際的ビジネス・知財訴訟、国際仲裁。
NTTドコモ、三菱電機、東レ、丸紅、NEC、セイコーエプソン、リコー、キヤノン、ニコン、円谷プロなど、主に日本企業の代理を務めている。
アップルvsサムスン訴訟なども担当。
東京大学大学院法学政治学研究科・法学部非常勤講師、早稲田大学大学院、慶應義塾大学法科大学院、成蹊大学法科大学院、同志社大学法学部の客員講師などを歴任。
日本経済新聞の「今年活躍した弁護士（2013年）」に選出、
CNNサタデーナイトのレギュラーコメンテーターも務めた経験がある。

## 関連リンク
- クイン・エマニュエル　プロフィール
- ハフポスト　著者ページ
- ダイヤモンドオンライン　著者ページ
- AREA.dot　日本人の「交渉の常識」が世界で通用しない理由 ライアン・ゴールドスティン弁護士×鮫島正洋弁護士　対談
- ハイテク企業の特許訴訟　準司法的機関の活用も有効　米弁護士 ライアン・ゴールドスティン氏に聞く
- 日経ビジネス 旗手たちのアリア　激動の時代に輝く人々、その半生を綴った抒情詩●人 ライアン・ゴールドスティン　弁護士　クイン・エマニュエル外国法事務弁護士事務所　東京オフィス代表　アップルと闘う男
- NHK　ゴーン元会長逃亡事件 “極秘”捜査資料がネットに?
- 知的財産高等裁判所
- JMOOC　CAST　知って得する！交渉学の世界
- 知財管理　今更聞けないシリーズ：No.138　訴訟戦略上知っておきたい米国国際貿易委員会（ITC）の特徴
- 法律のひろば　日本を国際紛争解決（国際仲裁）の拠点とするために
- ビジネスロージャーナル　ＣＡＦＣによる他地域への移送命令が増加　「ロケット・ドケット」とは呼べない テキサス州東部地区
- 知財研フォーラム　自動車産業におけるNPE訴訟の現状と理解 NPE Lawsuits Against the Automobile Industry: Background and Strategy for Litigation in the United States